# Conrad Bursian
Conrad Bursian (né le 14 novembre 1830 à Mutzschen (royaume de Saxe) et mort le 21 septembre 1883 à Munich) est un philologue et archéologue saxon.

## Biographie
Après le déménagement de ses parents à Leipzig, il étudie à l'école Saint-Thomas de Leipzig et en 1847 à l'Université de Leipzig. Il étudie avec Moriz Haupt et Otto Jahn jusqu'en 1851, passe six mois à Berlin, principalement pour écouter Philipp August Böckh, et termine ses études universitaires à Leipzig en 1852. Il passe les années suivantes à voyager en Belgique, en France, dans les états italiens et en Grèce. En 1856, il devient maître de conférences et en 1858 professeur extraordinaire à Leipzig. En 1861, il devient professeur de philosophie et d'archéologie à l'Université de Tübingen et, en 1864, professeur d'antiquités classiques à l'Université de Zurich. En 1869, il part pour l'université d'Iéna, où il est également directeur du musée archéologique, et en 1874 pour l'université de Munich, où il reste jusqu'à sa mort.
Son élève Carl Bezold épouse la fille de Bursian, Adele, en 1888.
Conrad Bursian est membre de la Burschenschaft Germania Tübingen (de) à partir de 1864 et à partir de 1870 membre honoraire de la Société philologique grecque de Constantinople (de).

## Travaux

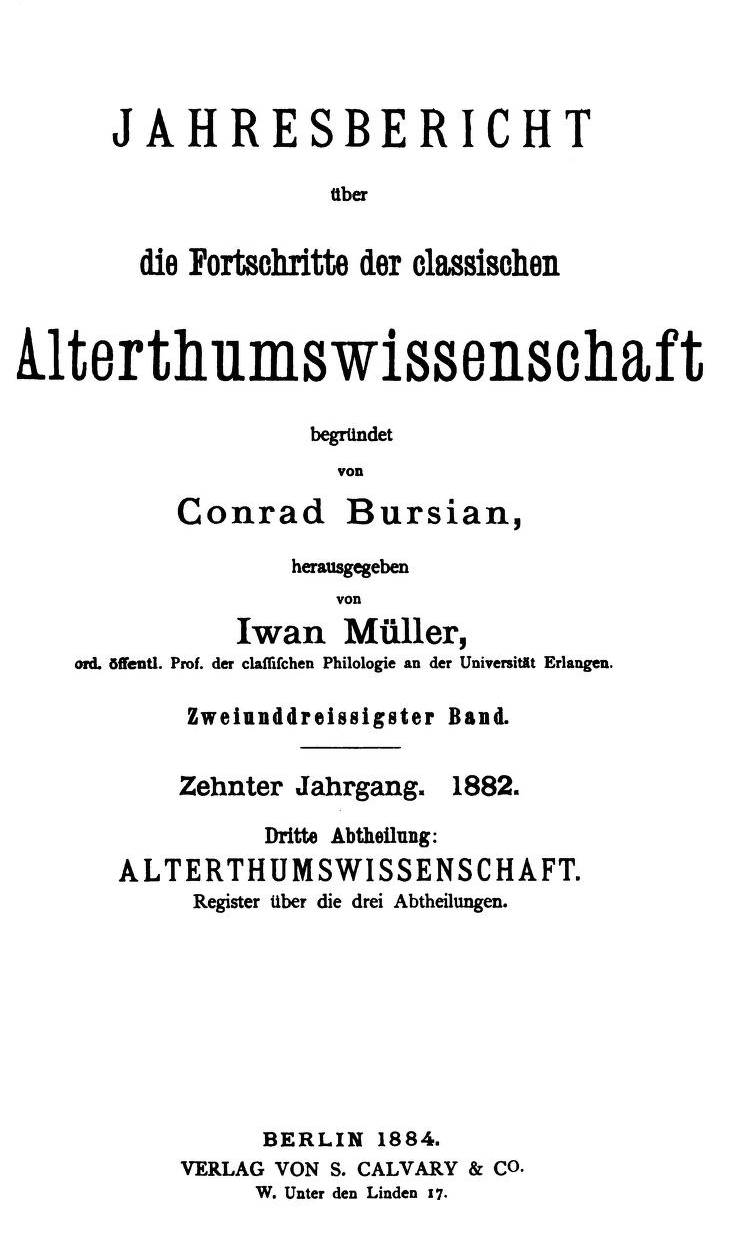

Ses œuvres les plus importantes sont :
- als Herausgeber: Iulius Firmicus Maternus: De Errore Profanarum Religionum. Accedunt capita quaedam libri X recognitionum Pseudoclementinarum. Breitkopf und Härtel, Leipzig 1856, Digitalisat.
- als Herausgeber: Marcus Lucius Annaeus Seneca: Oratorum et Rhetorum Sententiae, Divisiones, Colores. Breitkopf und Härtel, Leipzig 1857, Digitalisat.
- Geographie von Griechenland. 2 Bände. Teubner, Leipzig 1862–1872;
  - Band 1: Das nördliche Griechenland. 1862;
  - Band 2: Peloponnesos und Inseln. 1868–1872, Digitalisat.
- Beiträge zur Geschichte der classischen Studien im Mittelalter. In: Sitzungsberichte der Philosophisch-Philologischen und Historischen Classe der K. B. Akademie der Wissenschaften zu München. Bd. 3, 1873, ZDB-ID 961259-2, S. 458–518, Digitalisat (PDF; 2,8 MB).
- Geschichte der classischen Philologie in Deutschland von den Anfängen bis zur Gegenwart (= Geschichte der Wissenschaften in Deutschland. Neuere Zeit. 19, ZDB-ID 1016690-7). Hälfte 1–2 (= 2 Bände). Oldenbourg, München u. a. 1883, Digitalisat 1. Hälfte, Digitalisat 2. Hälfte.

L'article sur l'art grec dans Johann Samuel Ersch, Johann Gottfried Gruber : Allgemeine Encyclopädie der Wissenschaften und Künste est de lui. Les plus durablement associés à son nom sont les "rapports annuels de Bursian", qui se sont poursuivis jusqu'après la Seconde Guerre mondiale, sont ceux qui sont le plus durablement associés à son nom. Le titre exact de l'ouvrage qu'il fonde et édite est Fortschritte der klassischen Altertumswissenschaft (1873 ff., ZDB -ID 3921-4 ). À partir de 1879, un Biographisches Jahrbuch für Altertumskunde (Nekrologe) ( ZDB -ID 3923-8 ) est publié par le biais de suppléments ; le volume de 1884 contient son avis de décès ainsi qu'une liste complète de ses écrits.